# Зона комфорта
Зона комфорта — область жизненного пространства, в которой человек чувствует себя уверенно и безопасно. Другими словами, зона комфорта — это состояние психологической защищённости, возникающее благодаря сохранению последовательности привычных действий и получения предполагаемого результата.